# Aviation Safety Network
Aviation Safety Network (sigla ASN) è un sito web che raccoglie e pubblica informazioni e dettagli tecnici sugli incidenti aerei accaduti in tutto il mondo.
Il sito web è nato a gennaio del 1996 per opera dell'olandese Harro Hanter che aveva cominciato nel 1983 a raccogliere informazioni su vari incidenti aerei, creando così un archivio dell'Aviation Safety Web Pages, nome iniziale del sito.
A gennaio 2013 il database contiene oltre 15 800 schede dettagliate di incidenti aerei, dirottamenti ed emergenze.

## Obiettivo
L'obiettivo dell'Aviation Safety Network è di fornire a chiunque abbia un interesse sul tema, non solo professionale, dati aggiornati, completi e affidabili su incidenti e questioni di sicurezza legati al mondo dell'aviazione.

## Struttura
Il sito web è diviso in due database:
- ASN Database

È la parte del sito compilata, controllata ed aggiornata personalmente dallo staff dell'Aviation Safety Network, con fonti autorevoli (ICAO, NTSB ed altre).
- ASN Wikibase

Questo database è aggiornato e compilato dagli utenti (wiki-base) con un controllo da parte degli amministratori prima di pubblicare i dati.

## Fonti di ASN
L'Aviation Safety Network basa le informazioni e dati presenti su diverse fonti:
- ICAO - International Civil Aviaton Organization (internazionale)
- Fonti ufficiali di ogni nazione, quali:
  - NTSB - National Transportation Safety Board (USA)
  - ANSV - Agenzia Nazionale per la Sicurezza del Volo (Italia)
- Notizie su giornali e riviste (di aviazione e non)